# Мальчишник (группа)
«Мальчишник» — советская и российская рэп-группа из Москвы, основанная весной 1991 года Алексеем Адамовым, ставшим её продюсером. Является одной из первых рэп-групп в СССР. В состав группы входили Андрей Лысиков («Дельфин»), Павел Галкин («Мутабор») и Андрей Котов («Дэн»), который был временно заменён на Олега Башкатова («Олень») летом 1992 года. Автором текстов песен был Дельфин, а автором музыки — Мутабор.
Дебютный альбом группы, «Поговорим о сексе» (1992), переиздавался три раза с добавлением новых песен, разошёлся тиражом более миллиона экземпляров и имел большой успех у широкой аудитории. Секс был основной темой песен группы, самой известной из которых стал хит «Секс без перерыва». Из-за ряда скандалов, произошедших с коллективом, группу стали называть скандальным хип-хоп-трио. Самое масштабное выступление в истории группы состоялось на фестивале Rock Summer на Певческом поле в Таллине 9 июля 1992 года, где собралось сорок тысяч зрителей.
Первый распад группы произошёл осенью 1993 года, после чего Дельфин занялся проектом «Дубовый Гай». В январе 1994 года продюсер коллектива, Алексей Адамов, уехал на несколько лет в США. Летом 1994 года группа воссоединилась для записи нового альбома «Кегли» (1995). Спонсором альбома и видеоклипа на песню «Хит» выступила спортивная фирма British Knights, а новым директором группы стал Алексей Виноградов. Осенью 1996 года группа распалась во второй раз: Дельфин начал сольную карьеру, а Дэн и Мутабор создали проект «Барбитура». В 2000 году Мутабор и Дэн объявили о восстановлении «Мальчишника» и дуэтом выпустили пять альбомов. В 2006 году группа прекратила творческую деятельность. В 2010 году Мутабор и Дэн возобновили концертную деятельность.

## История

### 1991: Формирование состава и первый магнитоальбом
В 1991 году 23-летние московские бизнесмены Алексей Адамов и Николай Беляев начали издавать русскоязычный эротический журнал «Мальчишник». Для рекламной кампании журнала Адамов решил собрать мальчиковую группу из арбатских уличных танцоров брейк-данса как российский аналог американского бой-бэнда New Kids on the Block. Таким образом он познакомился с «Крысом» (Антон Генералов), который подсказал продюсерам, где нужно искать танцоров, более известных как «Клёпа» (Дмитрий Клевцов) и «Раф» (Рафаэль Исхаков). Через два месяца в группу пришёл новый участник — Андрей Котов («Дэн»), который предложил Адамову использовать в рекламной кампании речитатив. В июне 1991 года в группе появился четвёртый участник — Павел Галкин («Мутабор»), который стал отвечать за музыку, беря за основу семплы различных музыкальных произведений. Все вокальные партии в группе исполняли Мутабор и Дэн, поскольку у Клёпы и Рафа не получалось читать речитатив. Было записано две поп-рэп-композиции: «Ночь» и «Нравишься ты мне». Запись проходила в студии, которая была расположена в подвале на Ленинградском проспекте. Для песни «Ночь» Дэн взял старый текст Андрея Лысикова («Дельфин»), а припев написала поэтесса Татьяна, знакомая Адамова. Группа сняла видеоклип на эту песню в пиццерии Пицца Хат и театре Советской армии. Женскую партию исполнила знакомая звукорежиссёра, а в качестве актрисы снялась приятельница группы — Елена Ерошенко. Дэн, Клёпа и Раф снялись в клипе в качестве танцоров и исполнителей песни, хотя весь вокал был записан Дэном и Мутабором. Премьера ролика состоялась в июне 1991 года. Участников группы стали узнавать на улицах после ротации клипа в течение двух недель по восемь раз в день на коммерческом телеканале «2х2». После успеха видео про журнал забыли и бросили все силы на группу «Мальчишник». Позже «Ночь» была переделана для дебютного альбома.
Группе нужен был текстовик. Дэн познакомил Адамова с Дельфином, предлагавшим писать тексты по 10 долларов за штуку. С 1 по 14 июля у «Мальчишника» должны были состояться первые гастроли в Белоруссии на разогреве у группы «Сектор Газа», которую также продюсировал Адамов. Продюсер коллектива предложил Дельфину на две недели поехать на гастроли вместе с Клёпой и Рафом и исполнять песни под фонограмму. Мутабор и Дэн не смогли поехать на гастроли, поскольку у Мутабора в те дни была запланирована свадьба, а Дэн в это время находился на лечении после автомобильной аварии, в результате которой разбил машину продюсера и потерял передние зубы при сильном ударе о приборную панель. Длительность программы «Сектора Газа» составляла сорок минут, а «Мальчишника» — десять, поскольку у них было всего две композиции. После этих гастролей Дельфин предложил продюсеру сменить формат группы и делать более модную на тот момент музыку. Получив одобрение от Адамова, состав группы претерпел изменения: танцоры из первого состава группы были вытеснены и остались лишь трое — Дельфин, Дэн и Мутабор. В качестве стиля группы была выбрана смесь американских рэп-групп 2 Live Crew и Beastie Boys.
В октябре 1991 года при записи первой песни с участием Дельфина — «Я хочу тебя» — группа взяла за основу творчество 2 Live Crew, представителя жанра грязный рэп. В припеве использованы фрагменты женских стонов из композиций «Me So Horny» и «C’mon Babe» группы 2 Live Crew 1989 года. Второй композицией в жанре грязный рэп стала «Секс без перерыва». Текст песни был написан Дельфином на второй полке в поезде во время возвращения группы с очередных «фонограммных» гастролей. Вернувшись в Москву, участники группы сразу же записали её на студии, где Мутабор подобрал нужную музыку. В музыке использованы фрагменты родес-пиано из фанк-композиции «The Champ» группы The Mohawks 1968 года. Запись проходила в студии «Класс» в Измайловском парке (бывшая студия «Рекорд»), звукорежиссёром в которой работал Ян Миренский. По словам Дельфина, песня была записана зимой. Однако, по словам продюсера группы, припев к ней был придуман ещё раньше: во время перекура Дельфина и Адамова в разгар событий августовского путча, когда танки колоннами двигались в сторону центра города.
Для подтанцовки в группу были приняты Кирилл Лисовский («Тюлень») и Дмитрий Ланин («Лось»), репетиции с которыми проходили в подвале на Рязанском проспекте под две песни: «Я хочу тебя» и «Секс без перерыва». В таком составе коллектив был помещён на страницы журнала «Мальчишник». Для имиджа группы подбирали модную одежду, которую привозили из-за рубежа либо брали у спекулянтов. Их первое выступление в обновлённом составе с двумя песнями «Я хочу тебя» и «Секс без перерыва» состоялось на хоккейной площадке спорткомплекса «Юбилейный» в Санкт-Петербурге в середине декабря, где происходили съёмки телешоу «50х50» на выезде. На этом концерте Дельфин поставил танцорам «Тюленю» и «Лосю» записи своего нового проекта «Дубовый Гай» «Live in Riga (08.12.91)», вдохновившись которыми в дальнейшем они создали свой проект «К.Т.Л. Ди.Л.Л.». Вернувшись из Санкт-Петербурга, группа выступила с подтанцовкой на дискотеке Jump в УСЗ «Дружба» в «Лужниках» на музыкальном шоу-проекте «Игорь’С Поп-шоу» 19 декабря. Для танцоров это выступление стало последним в составе группы, чуть позже им нашли замену. В декабре были записаны композиции «Сестра» и «Танцы», гитарную партию в которой сыграл Михаил Воинов.
Параллельно с проектом «Мальчишник» Мутабор записывал свой сольный альбом и успел написать лишь четыре песни, две из которых были отобраны для первого магнитоальбома группы: «Я здоров» (она же «Сильный парень») и «Я вам не верю». Остальные две песни — «Всё хорошо» и «Я и мои друзья» — были впервые изданы в 1999 году в компиляции «Мальчишник: The Best». Другой участник группы, Дэн, также занимался сольным творчеством и успел записать две песни — «Я не буду с тобой» и «Терминатор», а текст из трека «Ночь» был придуман им совместно с Дельфином во время создания демо-записей у Дельфина дома.
13 декабря 1991 года продюсер Адамов продал магнитоальбом двум издателям («Студия „Союз“» и агентство «Марафон») за несколько часов до съёмок телешоу «50х50» на выезде в Санкт-Петербурге. В январе 1992 года «Студия „Союз“» выпустила магнитоальбом из 8 треков под названием «Мальчишник '92». Треки представлены в жанрах хип-хоп («Я здоров», «Терминатор»), грязный рэп («Я хочу тебя», «Секс без перерыва») и поп-рэп («Ночь», «Я не буду с тобой», «Я вам не верю», «Нравишься ты мне»). В мае агентство «Марафон» выпустило аналогичный магнитоальбом.

### 1992: Появление на телевидении и второй магнитоальбом
В феврале 1992 года продюсер группы «Мальчишник», Алексей Адамов, узнав о предстоящих съёмках новой программы «Площадка «Обоза», договорился за огромные деньги об эфире на центральном телевидении. По словам Адамова, стоимость эфира на 1-м канале Останкино равнялась стоимости двухкомнатной квартиры в Москве. Для подтанцовки продюсер пригласил пять танцоров брейк-данса из ленинградской рэп-группы «Чёрное и Белое», которые приехали в Москву за пару недель до съёмок: братья Алексей и Александр Мерзликины, Сергей «Сушёный» Насущенко, Константин «Хром» Королёв и Алексей «Мелкий» Бахвалов. По словам Александра Мерзликина, танцоры не были связаны контрактом с продюсером, но их доход приравнивался к доходу участников группы, а проявить себя они должны были во время выступления на «Площадке ОБОЗа». Для шоу также были приглашены две танцовщицы: Анна и Екатерина. Таким образом сформировался основной состав группы. Репетиции проходили в подвале на Рязанском проспекте под три песни: «Сестра», «Секс без перерыва» и «Танцы».
15 марта в телешоу «50х50» на 1-м канале Останкино показали выступление группы «Мальчишник» с песней «Секс без перерыва», снятое в декабре 1991 года. Ведущие передачи, Ксения Стриж и Алексей Весёлкин, объявили о появлении группы в эфире, сымитировав одну из поз занятия сексом. 14 и 15 марта группа «Мальчишник» вместе с петербургскими танцорами выступила с песнями «Сестра», «Секс без перерыва» и «Танцы» во Дворце спорта «Динамо» в рамках телепрограммы «Площадка «Обоза», где также участвовали Богдан Титомир, Лика Эм Си и певица Валерия. Песню «Секс без перерыва» группе отрезали сразу, но разрешили «Танцы». Программа вышла в эфир 1-го канала Останкино в пятницу, 10 апреля. Из телеверсии руководство «Первого канала» потребовало вырезать все телодвижения танцоров, которые, по мнению начальства, вели себя слишком разнузданно. По словам Ивана Демидова, выступление прошло по всем орбитам за исключением центральной, которую отключили по распоряжению самого главного по «тарелочкам». Через пару месяцев телекомпания «ВИD» поставила в эфир урезанную версию выступления «Мальчишника» с песней «Танцы» в программу «МузОбоз» со специальным репортажем о группе, и инцидент был исчерпан. По словам Адамова, этого было достаточно для гастролей на полгода.
20 и 21 марта группа выступила на концерте телешоу «50х50» с песнями «Сестра», «Секс без перерыва» и «Танцы» на малой спортивной арене Олимпийского комплекса «Лужники». Но после выхода в эфир передачи «МузОбоз» группе запретили выступать с девушками под песню «Танцы», в результате чего во второй день съёмок группа выступала уже без них. Песню «Секс без перерыва» группе запретили, но Дельфин исполнил её живьём под битбокс Мутабора. Во время телеэфира после интервью с группой и объявления выхода на сцену на три минуты был выключен эфир и песню «Танцы» так и не показали. Разразился скандал, после которого уволили выпускающего редактора программы, а группу занесли в чёрные списки на всех государственных радиостанциях и телеканалах. 28 марта известный по работе с Богданом Титомиром клипмейкер Михаил Хлебородов снял вместе с оператором Михаилом Мукасеем видеоклип на песню «Секс без перерыва». Премьера видеоклипа состоялась 11 мая 1992 года в телепередаче «Афиша» по Московской программе, где вещание в то время осуществлял частный канал «2x2». 10 мая группа «Мальчишник» стала лауреатом музыкального фестиваля «Новая версия» в УСЗ «Дружба» в «Лужниках». 13 и 14 июня группа выступила в финале хит-топ-шоу «50x50» в Кремлёвском дворце съездов.
В августе «Студия „Звук“» издала магнитоальбом «Поговорим о сексе», а в декабре — второй магнитоальбом под названием «Мальчишник '92» (с новым треком «Порнография»). Треки представлены в жанрах хип-хоп («Закон всегда прав (Майк Тайсон)»), грязный рэп («Поговорим о сексе», «Сестра»), поп-рэп («Клава») и хардкор-рэп («Танцы, секс и рок-н-ролл», «Секс-контроль», «Порнография»). В октябре фирма звукозаписи «ЗеКо Рекордс» выпустила альбом «Поговорим о сексе» на грампластинках и аудиокассетах. На пластинке представлено восемь песен, четыре из которых ранее не издавались — «Танцы», «Сестра», «Майк Тайсон» и «Поговорим о сексе». На аудиокассету к этим восьми трекам было добавлено ещё три новых — «Песня про любовь» (он же «Клава»), «Секс и рок-н-ролл» и «Секс-контроль» и один ранее выходивший в магнитоальбоме «Сильный парень» (он же «Я здоров»).
Композиции «Сестра» и «Танцы» (гитара: Михаил Воинов) были записаны во второй половине декабря 1991 года после подписания контракта, поэтому и не попали на первый магнитоальбом. В «Сестре» использована мелодия и вокал из поп-фолк-композиции «Ты возьми меня с собой» Аллы Пугачёвой 1980 года, а в «Танцах» — бит из электро-фанк-композиции «Planet Rock» коллектива Afrika Bambaataa and Soulsonic Force 1982 года. В заглавном треке «Поговорим о сексе» был задействован гитарный проигрыш из поп-рок-композиции «Money for Nothing» Dire Straits 1985 года, а также пианино из «Колыбельной песни (Баю-баюшки-баю)» из сказки «По следам бременских музыкантов» (1973). В «Клаве» мелодия заимствована из арт-поп-композиции «Close to Me» The Cure 1985 года. Песня «Майк Тайсон» посвящена событиям 10 февраля 1992 года, когда Майк Тайсон, бывший абсолютный чемпион мира по боксу, был осужден за изнасилование и был приговорён к шести годам лишения свободы. В песнях «Секс-контроль» и «Порнография» принял участие «Олень» (Олег Башкатов). По словам Дельфина, песня «Секс-контроль» была записана не с целью показать другим своё плохое отношение к неграм, а потому что хотели задеть самолюбие людей, которые принимают рэп слишком близко к сердцу и называют себя «чёрными братьями».
Помимо фирменных копий в продаже было много «пиратских» копий альбома. К примеру, осенью 1992 года в «нелегальных» торговых точках можно было встретить на аудиокассете альбом группы «Мальчишник», на обратной стороне которого было пять треков группы «Дубовый Гай»: «Дождь», «Сынок», «Когда ты вернёшься», «Чёрный город» и «Синяя лирика». Записи «Дубового Гая» участники «Мальчишника» раздавали во время гастролей в «пиратские» палатки с целью распространить по всей стране. Количество проданных альбомов «Мальчишника» в то время никто не подсчитывал. По словам Адамова, в первый месяц было продано 600 тысяч кассет, а через пять недель ещё столько же, причём с учётом «пиратства» сумму нужно умножить на двадцать.
Летом внутри группы произошёл конфликт между Дэном и продюсером Адамовым, в результате чего Дэн на год покинул группу и был заменён на «Оленя» (Олега Башкатова), бэк-вокалиста альтернативной рэп-группы «Дубовый Гай». Впервые Олень выступил в составе группы на западном фестивале Rock Summer на Певческом поле в Таллине 9 июля 1992 года, где собралось сорок тысяч зрителей. В минской музыкальной газете «Сорока» написали о причине замены солиста: в июле во время гастролей в Риге солиста группы «Мальчишник», Дэна, захватили рэкетиры и потребовали выкуп в миллион рублей, но после некоторых переговоров Дэн вскоре был отпущен. Осенью двое танцоров брейк-данса, «Сушёный» и «Хром», покинули группу по личным причинам.

### 1993—1996: Новый альбом и два распада
В феврале 1993 года телеканал РТР предложил Алексею Адамову организовать съёмки концерта «Мальчишника» в УСЗ «Дружба» в «Лужниках». На концерт пришло 15 тысяч человек, а на тот момент зал мог принять только три-четыре тысячи зрителей. Благодаря Александру Любимову и Сергею Лисовскому концерт состоялся, и на него приехали съёмочные бригады, включая руководство телекомпании «ВИD» и РТР. 6 и 7 марта группа выступила на съёмках очередного тура телешоу «Новая версия» в БКЗ «Олимпийской деревни». 8 марта коллектив выступил с песнями «Порнография», «Последний раз» и «Секс без перерыва» на концерте Юрия Айзеншписа «Я и мои друзья» во Дворце спорта «Лужники». Ведущим концерта был Игорь Силиверстов. Телеверсию концерта, снятого режиссёром Александром Файфманом, зрители увидели в ночном эфире 1-го канала Останкино 7 мая. 16 марта группа выступила на концерте в УСЗ «Дружба» в «Лужниках», посвящённом 26-летию Титомира. 28 апреля группа приняла участие в гала-концерте в сочинской гостинице «Жемчужина», завершившим российский музыкальный телевизионный конкурс «Звёздный шторм-2». 8 и 9 мая «Мальчишник» выступил с аншлаговыми сольными концертами в петербургском ДС «Юбилейный». Обложка нового альбома с изображением участников группы была размещена на первой странице 51-го номера газеты «Джокер», вышедшего 20 мая.
В июле 1993 года фирма RDM выпустила на компакт-дисках альбом «Мисс большая грудь», который является CD-интерпретацией альбома «Поговорим о сексе». Помимо старых треков издание содержит три новых: «Мисс большая грудь», «Последний раз» и «Малолетняя б…».
В конце августа 1993 года Адамов заявил в прессе, что группы «Мальчишник» больше не существует, а Дельфин вернулся в свой старый коллектив «Дубовый Гай» (в переводе с нижегородского — «Клёвый парень») и продолжает сотрудничество с Адамовым. Танцоры группы, братья Алексей и Александр Мерзликины, создали собственный рэп-проект «Дети болот», а третий танцор — «Мелкий» — отправился домой в Санкт-Петербург. В период с осени 1993 по лето 1994 года Дельфин занимался записью проекта «Дубовый Гай», по музыке и тематике совершенно противоположного «Мальчишнику». Дельфин заключил контракт с группой Alien Pat. Holman о взаимовыгодном сотрудничестве и приступил к записи на студии SNC Records альбомов Stop The Killing Dolphins и «Синяя лирика № 2». Все композиции пронизаны особой «чёрной» лирикой, наводящей слушателя на мысль о неизбежности судьбы, тексты песен были о наркотиках и суициде. Спонсором записи на студии стал продюсер группы «Мальчишник», Адамов.
19 января 1994 года Адамов уехал в Нью-Йорк, взяв кредиты по 200 миллионов рублей в Инкомбанке и Московском отделении Сбербанка под залог тканей, хранившихся на арендованном складе. По словам Адамова, приглашения на концерты стали редкостью, бандитизм процветал, к тому же на него и его коллегу было совершено вооружённое нападение. Близкий друг Адамова, Алексей Виноградов, стал новым директором группы, но общий язык в коллективе нашёл только с Дельфином, в результате чего группа начала потихоньку гаснуть.
В июне 1994 года группа воссоединилась для записи нового альбома «Кегли».. Тексты для альбома написал Дельфин, а в создании музыки участникам помогли музыканты группы «Дубовый Гай» и звукорежиссёр Ян Миренский. В поддержку альбома был снят видеоклип на песню «Хит» в июле 1995 года. Спонсором альбома и клипа выступила фирма по производству спортивной одежды British Knights, а новым директором группы стал Алексей Виноградов. Альбом издала фирма звукозаписи «Элиас Records» в июле 1995 года. Релиз был переиздан с цензурной версией «Лирики» на компакт-дисках на том же лейбле в 1996 году.
В 1995 году концертное агентство Михаила Фридмана выпустило в Германии альбом «Поговорим о сексе» на компакт-дисках. В релиз вошли песни из альбомов «Поговорим о сексе» (1992) и «Мисс большая грудь» (1993).
В мае 1996 года бывший участник «Мальчишника», «Олень» (Олег Башкатов), умер от злоупотребления наркотиками на даче у родителей от сердечного приступа. По словам Мутабора, у Оленя произошёл острый аллергический отёк гортани, который перекрыл дыхательные пути, и человек просто задохнулся.
Весной 1996 года «Мальчишник» и DJ Грув записали совместный трек под названием «Голосуй или проиграешь» в качестве поддержки предвыборной кампании Бориса Ельцина во время президентских выборов в России 1996 года. На песню был снят видеоклип. В том же году DJ Грув выпустил на лейбле «Элиас Records» альбом ремиксов на песни из дебютного альбома группы «Мальчишник» под названием «Мальчишник представляет Ди-джей Грув: Поговорим о сексе. Танцевальные ремиксы».
Осенью 1996 года группа «Мальчишник» приступила к записи нового альбома «Не в фокусе». По словам Дельфина, другие участники группы редко появлялись на студии: Мутабор учился в институте на юриста, а у Дэна появилась новая любовь, которая отнимала все его силы и мысли. Поэтому записывать новую пластинку Дельфину пришлось одному. По словам другого участника трио, Мутабора, альбом «Не в фокусе» на 90 % состоит из музыки для следующего альбома группы, которую они сделали вместе. Но участники коллектива решили прекратить существование «Мальчишника» в связи с тем, что проект себя изжил.
Осенью 1996 года Дэн вместе с Мутабором, а также гитаристом группы «Дубовый Гай», Михаилом «Мышц» Воиновым, создали танцевально-электронный проект «Барбитура», основой которой стали стили джангл и брейкбит. «Мышц» покинул проект в 1998 году. В период с 1996 по 2004 год в рамках проекта «Барбитура» было выпущено 6 альбомов на лейбле Classic Company и сделано несколько концертных шоу: «Планета Рок» (1997), «Цифры» (1999), «Конструктор» (2002), Untitled Folder (2003), Dub Plates (2003), New Life (2004).
В марте 1997 года Дельфин начал гастролировать с сольной программой, а новость о прекращении деятельности группы была объявлена им в хип-хоп-передаче Freestyle на радиостанции «Станция 106,8 FM» 1 июня, а также в рейтинговом телевизионном ток-шоу «Акулы пера» на «ТВ-6» 21 июля, где группа в последний раз предстала в классическом трио.

### 2000—2006: Возрождение группы
В 2000 году Дэн и Мутабор решили возродить группу «Мальчишник» и дуэтом выпустили пять альбомов на лейбле Classic Company.
В июне 2001 года был выпущен новый альбом «Сандали». Песни наполнены циничным юмором и ненормативной лексикой.
В июне 2001 года исполком города Минска запретил выступление группы «Мальчишник» после того, как представители городской власти прослушали новый альбом коллектива.
В июне 2002 года вышел очередной альбом — «Оглобля 2002». По словам участников группы, стиль музыки сильно изменился по сравнению с прошлыми годами. Среди композиций помимо классического хип-хопа появились треки в жанре хаус, джангл, регги и дэнсхолл. Помимо привычной темы отношений полов затрагивались социальные и политические темы.
22 ноября 2003 года группа выступила в Ледовом дворце Санкт-Петербурга на первом ежегодном международном ретромегадэнсе «ДискотЭка».
В феврале 2004 года вышла книга Льва Готовцева «Правда о шоу-бизнесе», в котором была рассказана история группы «Мальчишник».
В 2004 году были изданы альбомы «Пена» и «Мальчишник@С.П.Б.».
Весной 2006 года группа «Мальчишник» выпустила последний альбом Weekend и дала несколько концертов в рамках «Weekend Tour» в поддержку альбома. Директор группы, Роман Масленников, рассказал корреспонденту InterMedia о том, что проект закрывается, а его участники, Дэн и Мутабор, будут заниматься диджеингом.

### 2010—н.в.: Концерты, фильмы, книги, интервью
В 2010 году музыканты снялись в сериале «Реальные пацаны», где сыграли самих себя. В 2011 году на сайте promodj.ru был запущен специальный конкурс «Мальчишника», в рамках которого все желающие могли выложить на сайте свои ремиксы на композиции команды, которые в дальнейшем вошли в альбом под названием «Трибьют». 2 июля 2011 года группа «Мальчишник» отпраздновала 20-летие в клубе Milk. Летом 2011 года Дэн открыл кайт-станцию в Египте.
9 февраля 2012 года группа выступила на зимней музыкальной конференции SWMC 2012 в Сочи.
В 2013 году PR-директор группы, Роман Масленников, выпустил книгу «Мальчишник. „Секс без перерыва“ навсегда».
В августе 2013 года Министерство юстиции РФ добавило в список экстремистских материалов текст песни «Секс-контроль», который был признан экстремистским решением Самарского районного суда Самары от 11 февраля 2011 года.
В 2015 году бывший продюсер группы, Алексей Адамов, в интервью «Ленте.ру» вспомнил историю создания группы.
4 октября 2019 года группа выступила на площадке Adrenaline Stadium на шоу «90-е Мегахит».
В 2022 году группа «Мальчишник» вернулась к студийной записи спустя 15 лет и записала совместно с рэп-группой Bad Balance и рэп-исполнителем Мистером Малым песню под названием «Бомба танцпола». Решение записать совместный трек музыканты приняли после концерта «Верните мне мой 1992», состоявшегося в московском клубе 1930 Moscow 21 января. 28 июня на композицию был снят видеоклип, режиссёром которого выступил Олег Степченко. Выход макси-сингла и клипа состоялся 30 сентября.
С 10 декабря 2022 года Дэн и Мутабор гастролируют от имени группы в рамках тура «Супердискотека 90-х» от «Радио Рекорд».

## Критика
В 1992 году была дана негативная оценка песне «Секс без перерыва» в статье журнала «Журналист» с критикой освещения темы секса в СМИ, где подробно разобрали показ клипа в передаче «50x50» 15 марта 1992 года:

Хотя бы с позиций «Теле-шоу 50x50». Эта передача не терпит ханжеских недомолвок, потому что её аудитория — начинающие любовники школьного возраста, которые зачастую в техническом отношении не на высоте. Ведущие передачи Ксения Стриж и Алексей Веселкин, ликвидирующие их секснеграмотность на живых, доходчивых сценках. К примеру, 15 марта сего года они даже сымитировали одну из поз — когда, прошу прощения, партнёр находится сзади. Демонстрация прошла весело и непринужденно. Получилось нечто среднее между любовной утехой и танцем — думаю, до каждого школьника дошло, что вступать в интимные отношения так же просто, как и пуститься в танец. А для тех, до кого не дошло, группа «Мальчишник» окончательно разжевала мысль: «Секс, секс, как это мило, секс, секс, без перерыва…». Конечно, без перерыва не каждый может, тем более школьник, привыкший к переменкам. Но песня, как говорится, и школьникам строить и ЖИТЬ помогает. Нынче трахнуться — всё равно что стрельнуть сигаретку.

В январе 1994 года музыкальный критик Артемий Троицкий назвал распад группы «Мальчишник» «наиболее значимой потерей года» в своём хит-параде главных событий 1993 года, который был опубликован в англоязычной газете The Moscow Times.
В 2000 году главный редактор журнала «RAPпресс», Константин «Крыж» Небесных, написал, что на новом альбоме «Мальчишника», «Сандали», тематика песен не изменилась, главной идеей по-прежнему остаются женщины и секс.
В 2004 году главный редактор портала Rap.ru, Андрей Никитин, делая обзор на новый альбом «Мальчишника» «Пена», назвал его «очередной попыткой в который раз войти в одну и ту же реку».

### Ретроспектива
В 1997 году Олег Смолин связывал появление песни «Секс без перерыва» с запущенной в годы перестройки программой по половому воспитанию школьников, сводившейся, однако, к элементарным технологиям секса и умению пользоваться презервативами.
В 2004 году Нина Беляева упомянула в книге «Новейшая история отечественного кино. 1986—2000» о том, что темы песен про секс — «Груди, груди», «Порнография», «Секс без перерыва» — рассчитаны на эпатаж и обеспечивают интерес молодёжи, которую уже тошнит от «белых роз» и «юбочек из плюша».
В 2004 году главный редактор портала Rap.ru, Андрей Никитин, назвал «Мальчишник» «одной из первых хип-хоп-групп в России, пользовавшейся в начале 90-х годов беспрецедентной популярностью».
В 2005 году Анатолий Цукер в своём авторском сборнике статей «Музыка и музыкант в меняющемся социокультурном пространстве» отметил, что основное содержание рэп-песен группы «Мальчишник» — это проблемы подростковой жизни.
В 2007 году редактор журнала «Ваш досуг», Константин Черунов, отнёс «Чёрное и Белое», «Мальчишник», «Ван Моо» и «Мистера Малого» к числу тех рэп-групп, которые с приходом «перестройки» «заполонили хип-хоп-сцену в чудовищных одеждах из кооперативных ларьков и с образованием восемь классов».
В 2009 году музыкальный критик Артемий Троицкий, описывая жанр хип-хоп в своей книге «Poplex», упомянул, что в России хип-хоп стал популярен в начале 90-х усилиями группы «Мальчишник» и Богдана Титомира.
В 2010 году редактор журнала Time Out, Анна Павлова, назвала группу «Мальчишник» первопроходцами в российской эстраде, которые стали открыто петь на табуированную в нашем обществе тему.
В 2011 году рецензент интернет-издания InterMedia, Алексей Мажаев, делая обзор на альбом Дельфина «Существо, часть 1», написал, что скабрезный рэп «Мальчишника», в котором Дельфин отвечал за тексты, почти на двадцать лет предвосхитил моду на коммерческий хип-хоп.
В 2013 году портал Rap.ru назвал «Мальчишник» «единственной популярной рэп-группой в 90-х, исполнителем пубертатных песенок про секс».
В 2013 году обозреватель журнала «Афиша», Николай Редькин, назвал «Мальчишник» первой коммерчески успешной попыткой перевести хип-хоп на русский.
В 2015 году российский портал The Flow в рамках проекта «Beats&Vibes: 50 главных событий в русском рэпе» посвятил статью группе «Мальчишник», в которой назвал группу «первой по-настоящему народной рэп-группой», которая взяла за основу творчество 2 Live Crew и Beastie Boys и поженила его с желанием молодёжи слушать всё запретное и модное.
В 2015 году шеф-редактор раздела «Современная музыка» сайта Colta.ru, Денис Бояринов, отметил, что многие подростки 1990-х, как и их родители и учителя, впервые услышали про «секс» от «Мальчишника».
В 2018 году Ант и Бледный из 25/17 в интервью для видеоблога «Говорящие головы» рассказали о рекордах, установленных группой «Мальчишник».
В 2018 году редактор газеты «Коммерсантъ С-Петербург», Константин Петров, отнёс группы «Мальчишник» и «Кар-Мэн», а также Лику МС и «Мистера Малого» к числу тех рэп-исполнителей, которые не позиционировали себя в качестве «голоса улиц», но «сделали немало для того, чтобы хип-хоп смог пробиться на радио и телевидение».
В 2020 году редактор сетевого издания газеты «Комсомольская правда», Назар Белых, назвал трек «Секс без перерыва» народным хитом.

### Рейтинги
- В 2007 году главный редактор портала Rap.ru, Андрей Никитин, поместил дебютный альбом группы в список главных альбомов русского рэпа, назвав группу «первым скандальным рэп-проектом»[12].
- В 2011 году журнал «Афиша» поместил песню «Секс без перерыва» в список «99 русских хитов» за последние 20 лет[9].
- В 2011 году редакция журнала TimeOut поместила песню «Голосуй или проиграешь» (feat. DJ Грув) в список «100 песен, изменивших нашу жизнь»[148].
- В 2015 году редактор английского интернет-издания The Calvert Journal, Ольга Корсун, поместила песню «Секс без перерыва» в список «10 music videos that were huge in 90s Russia»[149].
- В 2017 году редактор английского интернет-издания Highsnobiety, Анастасия Фёдорова, поместила песню «Секс без перерыва» в список «A Brief, Untold History of Russian Rap»[150].
- В 2017 году песня «Секс без перерыва» группы «Мальчишник» вошла в список «История русского рэпа в 15 важнейших треках» компании «Союз»[151].
- В 2020 году новостное интернет-издание Lenta.ru, описывая самые значимые события 1992 года, назвало «Мальчишник» группой года[152].
- В 2021 году музыкальный журналист Александр Горбачёв поместил песню «Секс без перерыва» в свою книгу «Не надо стесняться. История постсоветской поп-музыки в 169 песнях. 1991—2021»[36].

## Состав группы
Текущий состав
- «Дэн» (Андрей Котов) (род. 13 февраля 1971 года, Оренбург) — вокал (весна 1991—лето 1992, лето 1994—осень 1996, 2000—2006, 2010—наст. время), автор текстов (1991: «Я не буду с тобой» и «Терминатор», 2000—2006), автор музыки (1994: «Хит»[153])
- «Мутабор» (Павел Галкин) (род. 23 марта 1972 года, Москва) — вокал и автор музыки (лето 1991—осень 1993, лето 1994—осень 1996, 2000—2006, 2010—наст. время), автор текстов (2000—2006)

Бывшие солисты
- «Дельфин» (Андрей Лысиков) (род. 29 сентября 1971 года, Москва) — вокал, автор текстов (осень 1991—осень 1993, лето 1994—осень 1996)[5]
- «Олень» (Олег Башкатов) (14 июля 1970, Москва — 21 июня 1996, Москва) — вокал в песнях «Секс-контроль» и «Порнография» (лето 1992—осень 1993)[79]

Бывшие танцоры
- «Крыс» (Антон Генералов) (1971 — осень 1994, Москва)[154] (весна 1991)[11]
- «Клёпа» (Дмитрий Клевцов) (снялся в видеоклипе на песню «Ночь») (1991)[11]
- «Раф» (Рафаэль Исхаков) (снялся в видеоклипе на песню «Ночь») (1991)[11]
- «Тюлень» (Кирилл Лисовский) (14.12.1974 — 19.02.2013, Москва) (осень 1991)[37]
- «Лось» (Дмитрий Ланин) (род. 11 марта 1975 года, Москва) (осень 1991)[37]
- Алексей Мерзликин (род. 2 декабря 1970 года, Ленинград) (март 1992—осень 1993)[51]
- Александр Мерзликин (род. 19 ноября 1972 года, Ленинград) (март 1992—осень 1993)[51]
- «Мелкий» (Алексей Бахвалов) (род. 26 марта 1972 года, Ленинград) (март 1992—осень 1993)[51]
- «Сушёный» (Сергей Насущенко) (род. 4 ноября 1972 года, Ленинград) (март 1992—осень 1992)[51]
- «Хром» (Константин Королёв) (род. 11 октября 1971 года, Ленинград) (март 1992—осень 1992)[51]
- танцовщица Анна (март 1992—осень 1992)
- танцовщица Екатерина (март 1992—осень 1993)

Сессионные музыканты
- Михаил Воинов — гитарист («Танцы», 1991)[56], («Стриптиз», «Хит», «Экскрементальная», «Нежданно-негад.», «Зоологическая», «Миру — мир!», «Лирика», 1994—1995[100][155])

Саунд-продюсер
- Ян Миренский — звукорежиссёр, саунд-продюсер (осень 1991—осень 1993, лето 1994—осень 1996, 2000—2006)[100][156].

Продюсеры, администраторы, директора
- Алексей Адамов (род. 14 июля 1967 года, Москва[157]) — продюсер группы (весна 1991—январь 1994)
- Николай Беляев — сопродюсер группы (весна 1991—осень 1992)
- Рашид Дайрабаев — концертный директор (весна 1992—осень 1993)[156][158]
- Сергей Киржаев — администратор группы (1992—осень 1993)[156]
- Алексей Виноградов — концертный директор (лето 1994—осень 1996)[20]
- Роман Масленников — PR-директор группы (2010—2015)

## Дискография
Магнитоальбомы
- 1992 — Мальчишник '92 («Студия „Союз“»)[47]
- 1992 — Мальчишник '92: «Поговорим о сексе» («Студия „Звук“»)[66][67]

Студийные альбомы
- 1992 — Поговорим о сексе
- 1993 — Мисс большая грудь
- 1995 — Кегли
- 2001 — Сандали
- 2002 — ОглоблR 2002
- 2004 — Пена
- 2004 — Мальчишник @ С.П.Б. (Live)
- 2006 — WeekEND

Переиздания
- 1995 — Поговорим о сексе
- 1996 — Кегли
- 2002 — Кегли
- 2003 — Кегли

Компиляции
- 1996 — Мальчишник представляет Ди-джей Грув: Поговорим о сексе. Танцевальные ремиксы
- 1996 — Best
- 1999 — The Best
- 2013 — The Best

Чарты и ротации
По данным интернет-проекта Moskva.FM, 24 песни группы «Мальчишник» были в ротации нескольких российских радиостанций с 2008 по 2015 год. При этом «Секс без перерыва» является самым популярным треком группы на радио, который за семь лет с 2008 по 2015 год прослушали тридцать тысяч раз.

## Фильмография
Видеоклипы
- «Ночь» (1991)
- «Секс без перерыва» (1992)
- «Хит» (1995)
- «Голосуй или проиграешь» (при участии DJ Groove) (1996)
- «Буриме» (2002)
- «Бомба танцпола» (2022)

Пародии
- 1992 — «Непоседы» — «Жвачка» (пародия на песню «Секс без перерыва», солист: Влад Топалов)
- 1994 — «Оба-На!». Это был скетч о том, какой была бы группа 50 лет спустя. Дельфина, Мутабора и Дэна сыграли Игорь Угольников, Вячеслав Гришечкин и Михаил Церишенко.
- 2002 — Евгений Петросян — «Мы крутые» (концерт Максима Галкина «А мне 26!», ГКД, 31 декабря 2002 года)[160]
- 2007 — «Наша Russia». Сезон 3, выпуск 12: Иван Дулин и Михалыч — «Рэп Дулина».

Интервью-шоу на YouTube
- 2013 — «Хип-хоп в России: от 1-го лица. Серия 122: Мутабор»[161]
- 2018 — «А поговорить?: Спецпроект «Russian old school». #1» (28 июля 2018 года)[162][163]
- 2018 — «А поговорить?: Спецпроект «Russian old school». #2» (31 июля 2018 года)[164][165]
- 2020 — «История русской поп-музыки. 1992»[166]
- 2020 — Inside Show[167]

Телепередачи
- 1997 — «Акулы пера» («ТВ-6»)[168]
- 2000 — «Star Trek» («MTV Россия»). Интервью с Дельфином.
- 2007 — «Программа максимум» (НТВ): «Звёзды — Супер Стар!» (22.09.2007)[169]
- 2008 — «Жизнь после славы» (ТНТ)
- 2010 — «История российского шоу-бизнеса» (СТС)
- 2017 — «90-е. Смертельный хип-хоп» («ТВ Центр») (10 мая 2017 года)[49]
- 2022 — «90-е. Секс» (Premier, 30 мая 2022 года)[170]

Телесериалы
- 2010 — «Реальные пацаны». Серия №12: «Мальчишник» (ТНТ)